# 12th Flying Training Wing

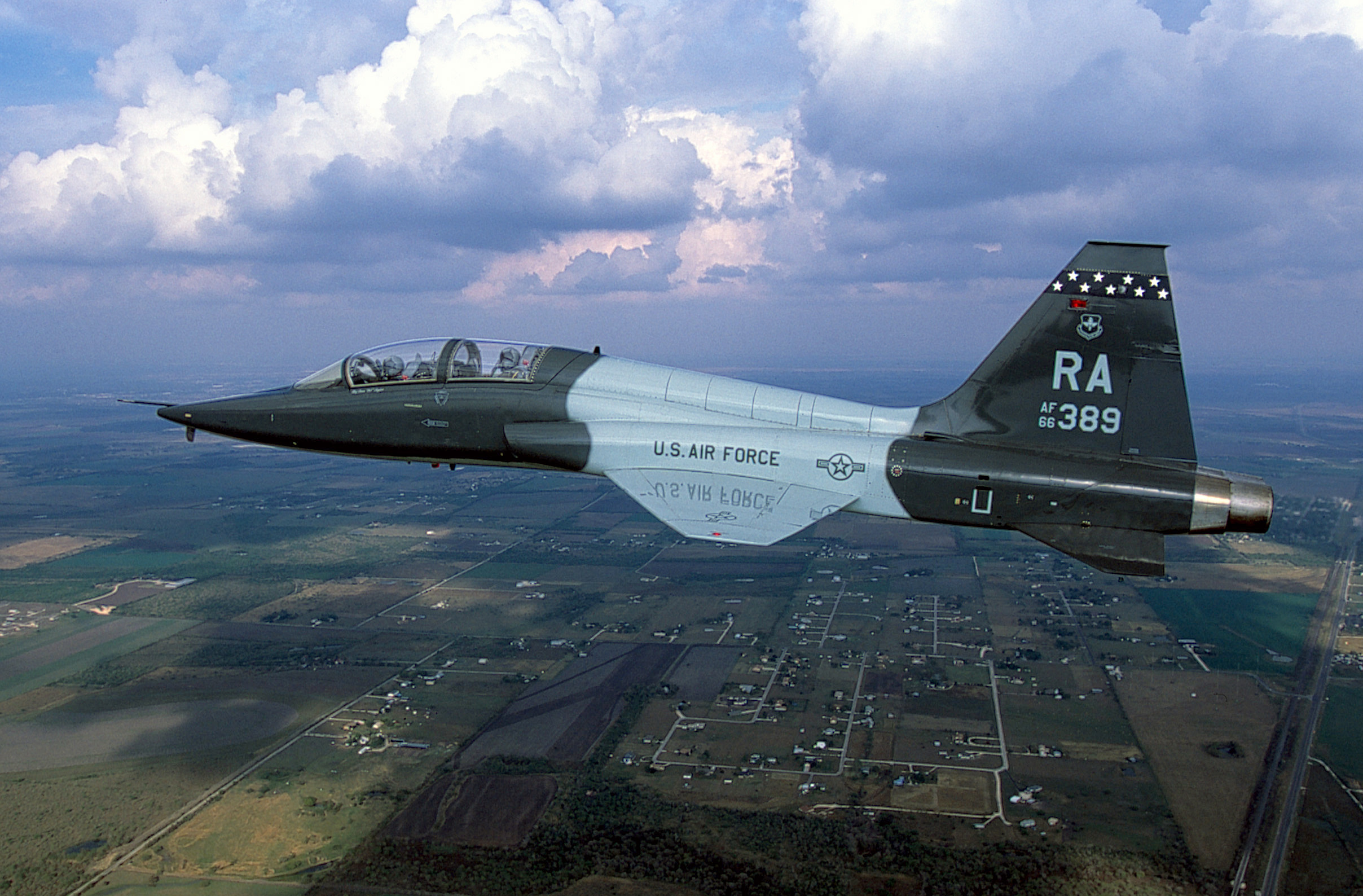
T-38C del 560th FTS

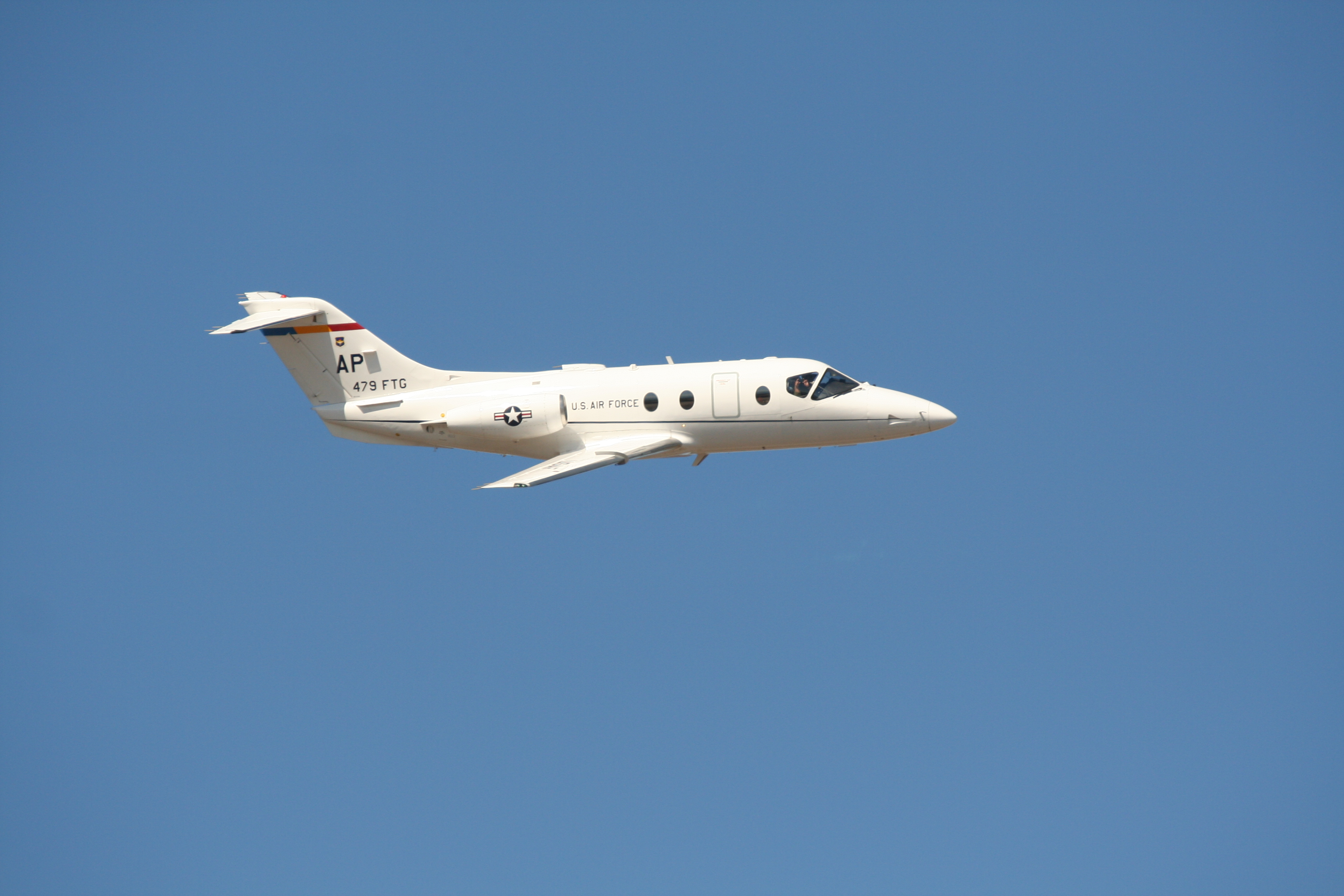
T-1A del 451st FTS

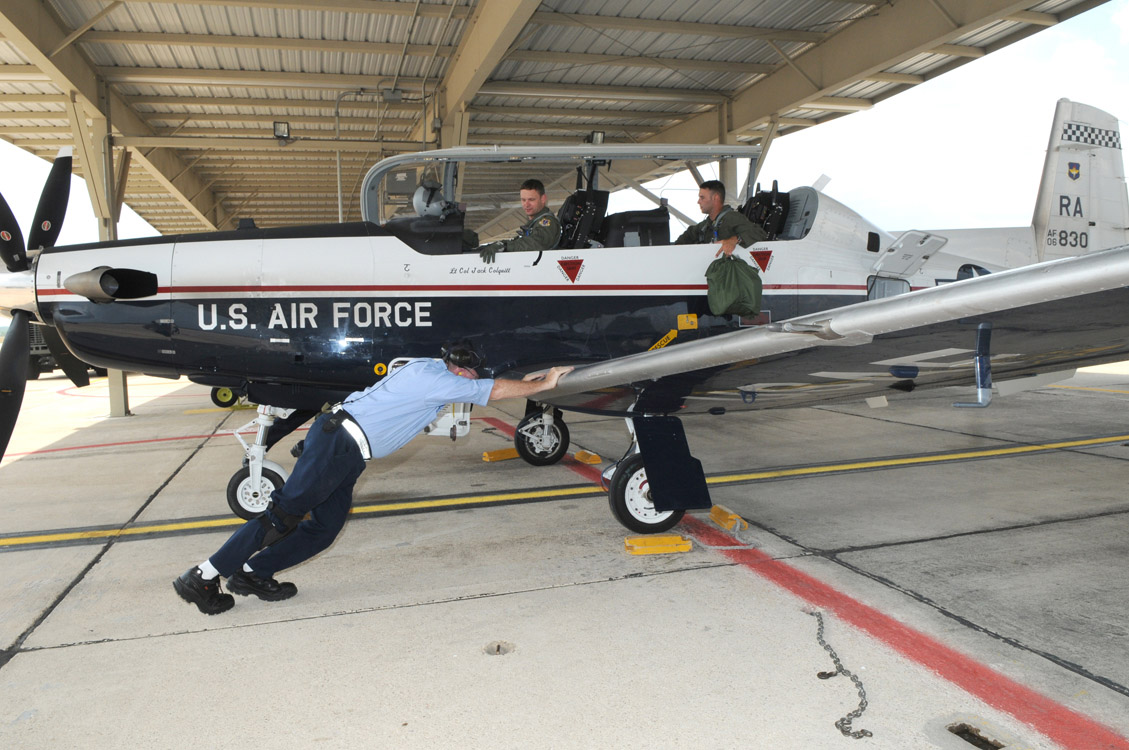
T-6A dello Stormo

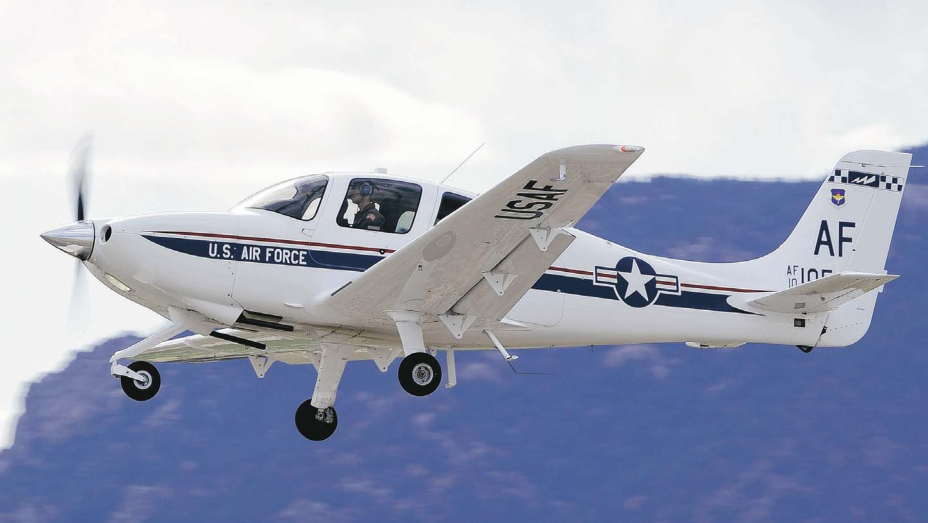
T-53A dello Stormo

Il 12th Flying Training Wing è uno Stormo da addestramento dell'Air Education and Training Command, inquadrato nella Nineteenth Air Force. Il suo quartier generale è situato presso la Joint Base San Antonio-Randolph, in Texas.

## Organizzazione
Attualmente, al settembre 2017, lo stormo controlla:
- 12th Operations Group, codice visivo di coda RA
  - 12th Operations Support Squadron
  - 99th Flying Training Squadron - Equipaggiato con 17 T-1A Jayhawk, provvede all'addestramento dei piloti istruttori per questo tipo di velivolo
  -  435th Fighter Training Squadron - Equipaggiato con T-38C Talon
  -  558th Flying Training Squadron, provvede all'addestramento per i piloti di RPA - Equipaggiato con MQ-1B Predator
  -  559th Flying Training Squadron - Equipaggiato con 38 T-6A Texan II, provvede all'addestramento dei piloti istruttori per questo tipo di velivolo
  - 560th Flying Training Squadron - Equipaggiato con T-38C Talon, provvede all'addestramento dei piloti istruttori per caccia e bombardieri
  - 12th Training Squadron
- 306th Flying Training Group, United States Air Force Academy, Colorado Springs, Colorado, codice visivo di coda AF
All'unità è associato il 70th Flying Training Squadron, 340th Flying Training Group, Air Force Reserve Command
  -  1st Flying Training Squadron, Pueblo Municipal Airport, Colorado - Equipaggiato con Diamond DA-20 Eclipse
  -  94th Flying Training Squadron - Equipaggiato con 24 alianti TG-15A e TG-16A e 5 aerei da traino Piper PA-18
  -  98th Flying Training Squadron - Equipaggiato con 3 UV-18B Twin Otter, effettua l'addestramento con paracadute
  -  557th Flying Training Squadron - Equipaggiato con 24 T-53A Kadet 2
  - 306th Operations Support Squadron
- 479th Flying Training Group, Naval Air Station Pensacola, Florida, codice visivo di coda AP
  - 479th Operations Support Squadron, ospita 2 simulatori T-1A, 3 simulatori T-6A e 18 simulatori T-25
  - 479th Student Squadron
  - 455th Flying Training Squadron - Equipaggiato con 22 T-6A Texan II
  -  451st Flying Training Squadron - Equipaggiato con 21 T-1A Jayhawk
- 12th Maintenance Directorate